# Torre Castelluccia
(Tito Lucchese - La Kaštiduzza)
Torre Castelluccia (la Kaštiduzza in dialetto pulsanese) è una torre costiera salentina situata a Marina di Pulsano, frazione di Pulsano, in Provincia di Taranto. È una delle numerosi torre costiere fatte edificare nel '500 dagli spagnoli (che controllavano il Regno di Napoli) in tutto il Salento (da Taranto a Brindisi passando da Santa Maria di Leuca) per proteggerlo dagli attacchi saraceni. Si trova a sud di Torre Saturo, sita a Marina di Leporano, e a nord di Torre Zozzoli (detta "Torre Sgarrata"), sita nell'isola amministrativa di Taranto, tra Marina di Pulsano e Marina di Lizzano.

## Descrizione
È situata su un altopiano che porta il suo nome all'interno del Bosco Caggione e si affaccia sulla baia di Lido Silvana.
Il bosco nel quale la torre si trova è stato meta ambita da turisti italiani e stranieri quando, prima dell'incendio del 2001, ospitava un campeggio internazionale. Dopo il già citato incendio, solo la parte del bosco situata sull'altopiano della Castelluccia è rimasto intatto; la parte sottostante, dove era sito il campeggio, è andata persa.
Nei pressi della torre è stato rinvenuto, grazie agli scavi del lustro 1948-1952, il più antico villaggio messo alla luce sul Golfo di Taranto. Il villaggio, la prima Pulsano, risale al XIV secolo a.C. ed è collocabile nell'età del bronzo, nella protostoria.

## Galleria d'immagini

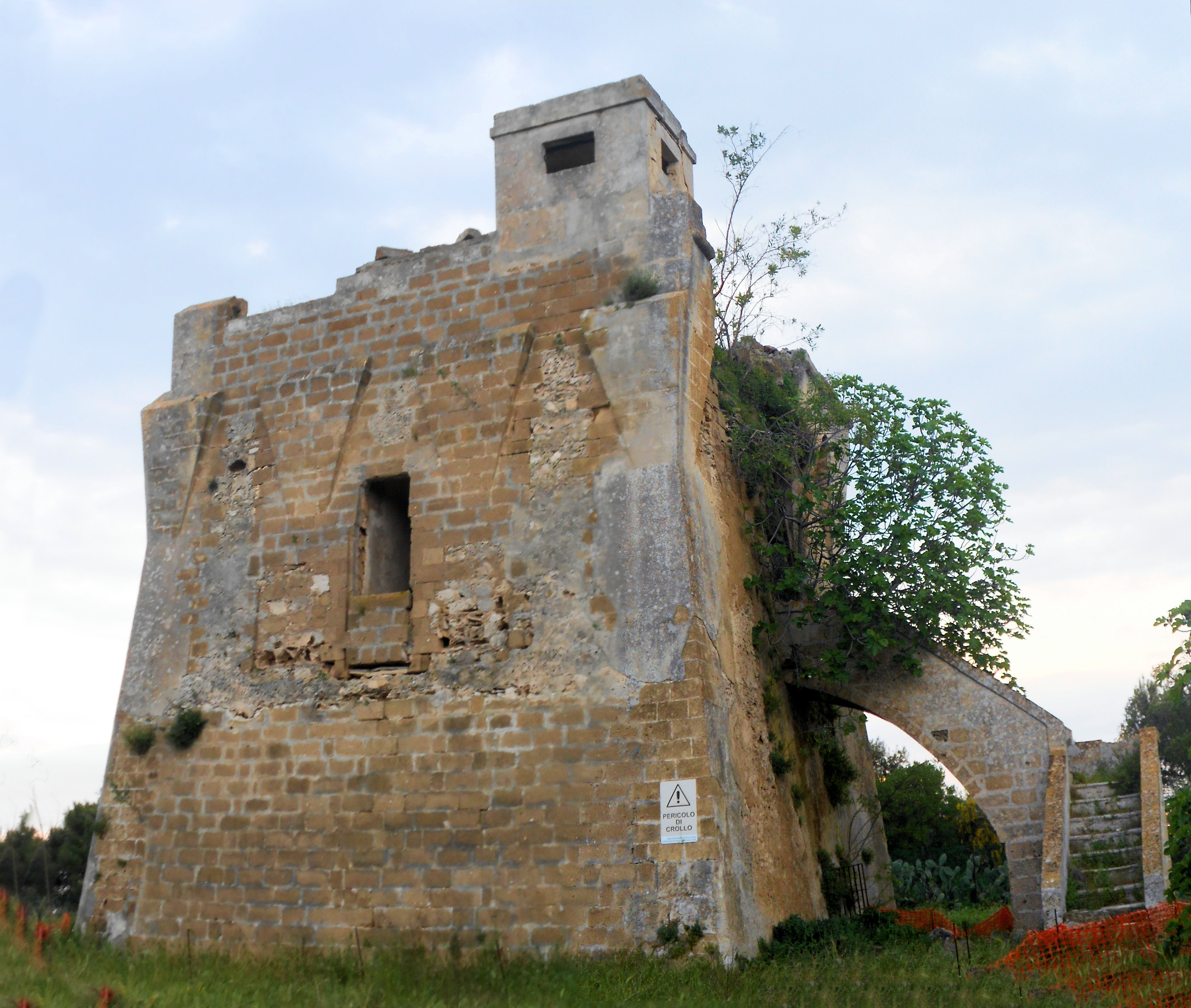
Marina di Pulsano Lido Silvana Torre Castelluccia: lato Nord
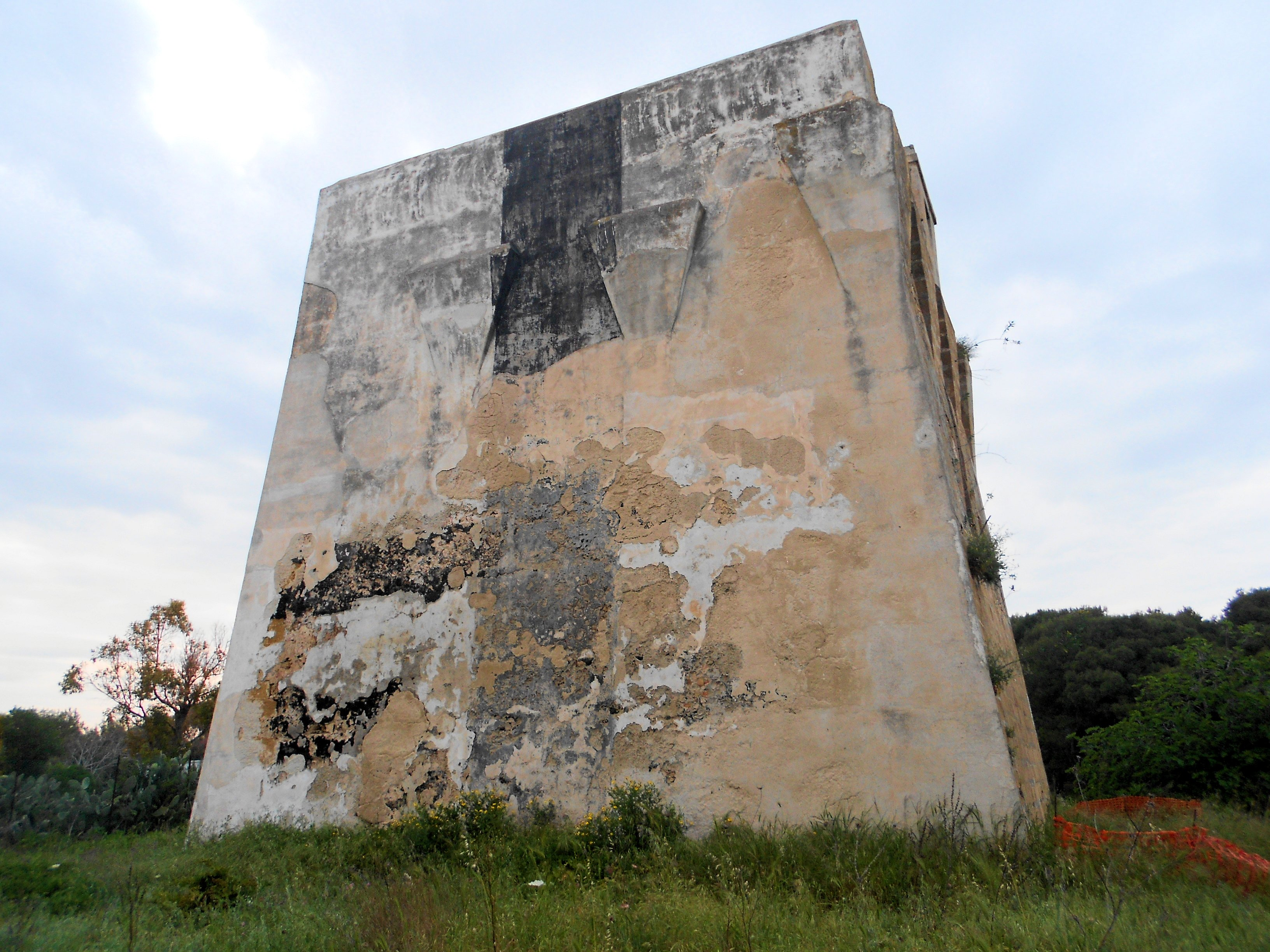
Marina di Pulsano Lido Silvana Torre Castelluccia: lato Sud
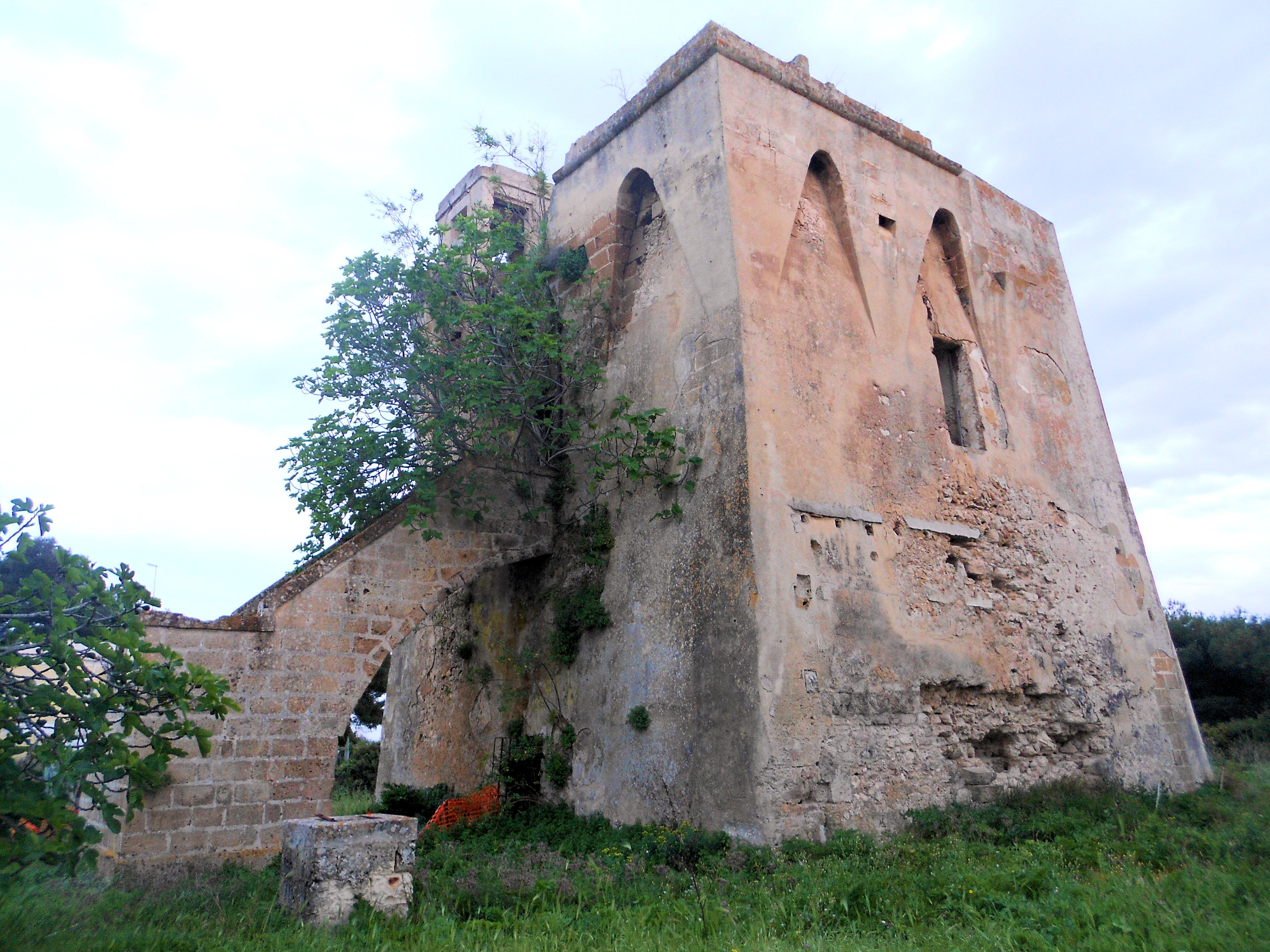
Marina di Pulsano Lido Silvana Torre Castelluccia: lato Ovest
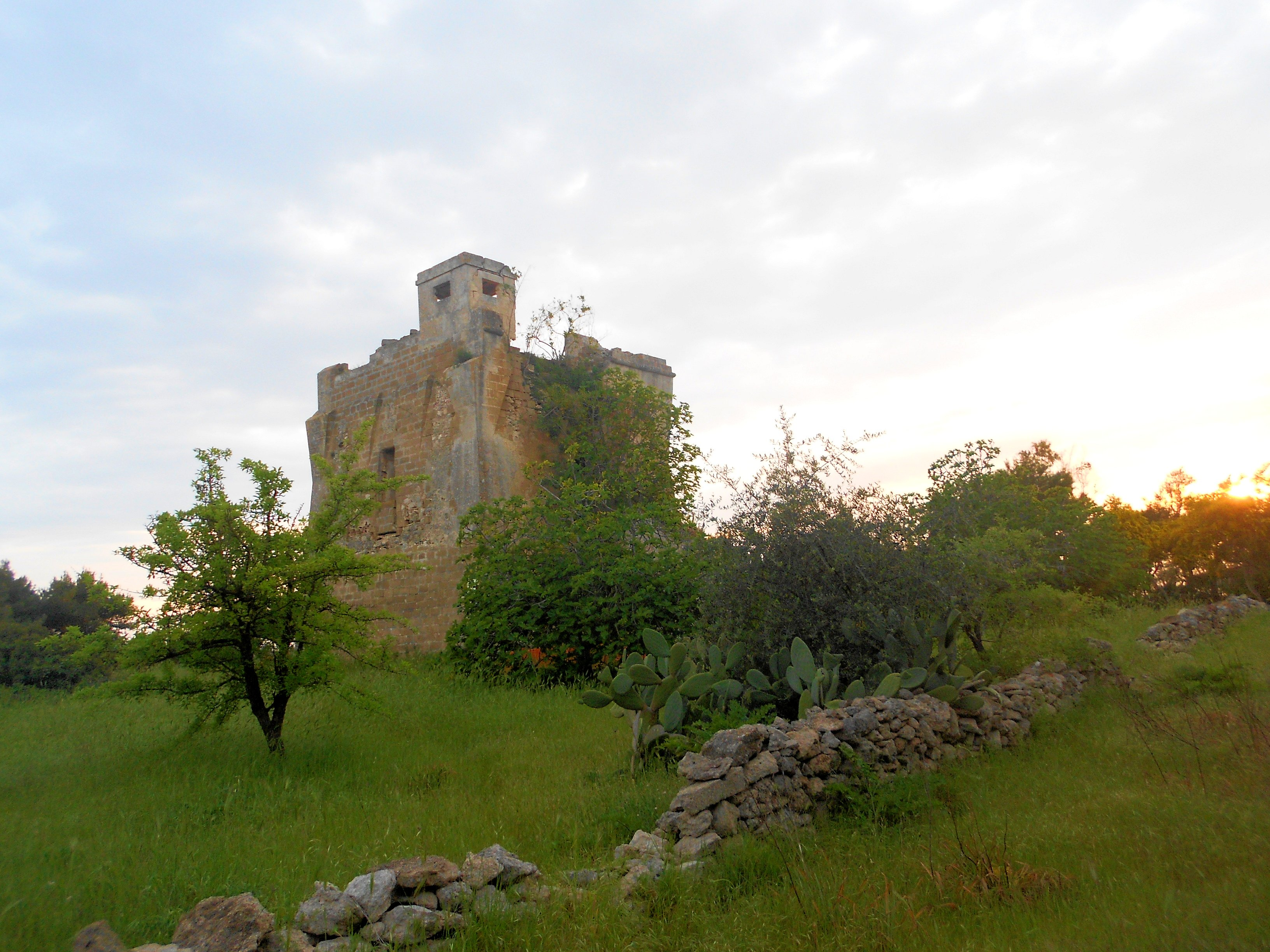
Marina di Pulsano Lido Silvana Torre Castelluccia immersa nella campagna